# Ерудит-Квартет
«Еруди́т-Кварте́т» — інтелектуальна гра — вікторина, заснована на спортивному варіанті «Своєї Гри».

## «Класичні» правила проведення гри «Ерудит-квартет»
1. У кожній грі бере участь не більше чотирьох команд. У складі кожної команди — чотири гравця, один з яких є капітаном. Заміни гравців в командах протягом турніру заборонені. Допуск команди до ігор можливий при наявності як мінімум двох гравців, включаючи капітана. У разі появи команди на ігри в неповному складі, вона відіграє в кожному бою кількість тем, відповідну до числа гравців у команді на момент даного бою (при цьому раунд, який буде пропущено, визначається капітаном команди).
2. Інші гравці можуть включитися в гру не раніше наступного бою. Гра складається з трьох боїв, в кожному з яких розігрується чотири раунди. Кожен гравець команди зобов'язаний зіграти по одному раунду в кожному бою.
3. # «Відкритий бій». Перед початком бою ведучий оголошує теми раундів, і капітан команди протягом хвилини визначає, хто з гравців грає в якому раунді.
4. # «Поступовий бій». Ведучий оголошує тему безпосередньо перед початком раунду, і капітан команди протягом 20 секунд визначає гравця, що грає цей раунд.
5. # «Закритий бій». Перед початком бою ведучий заздалегідь визначає послідовність тем, не оголошуючи їх. Після цього капітан протягом хвилини визначає, хто з гравців грає в якому раунді, після чого ведучий зачитує теми безпосередньо перед початком кожного раунду.
6. У кожному раунді бою розігруються 5 питань, об'єднаних загальною ігровою темою. Кожне питання має свій рівень складності і відповідний номінал (10, 20, 30, 40 і 50 очок). Очки, набрані гравцем у кожному раунді, підсумовуються. Очки, набрані гравцями однієї команди в раундах боїв, підсумовуються.
7. Завдання гравців — дати правильну відповідь на питання, поставлене ведучим, раніше суперника. При виконанні цих умов гравець отримує кількість очок, відповідну номіналу питання. Якщо гравець відповідає неправильно, він отримує негативну кількість очок, відповідну вартості питання.
8. Правильність відповіді гравця визначає ведучий, керуючись нормами Регламенту. Відповідь вважається правильною у тому випадку, якщо точно відповідає формулюванню питання. При наявності у відповіді додаткової інформації ведучий має право попросити гравця уточнити свою відповідь, або зарахувати невірну відповідь. Відповідь вважається правильною і в тому випадку, якщо точно відповідає формулюванню питання, але не передбачена автором (дуаль).
9. Питання в кожній темі зачитуються ведучим відповідно до наростання рівня складності.
10. Гравець повідомляє ведучому про своє бажання відповісти на питання, натискаючи на кнопку. Право відповідати надається гравцю, який перший натиснув на кнопку. Гравець може повідомити про своє бажання відповідати в будь-який момент після оголошення теми і номіналу питання. У разі неправильної відповіді першого гравця, правом відповіді може скористатися другий, потім — третій, потім — четвертий. Другий, третій і четвертий гравці мають право повідомити про своє бажання відповідати тільки після констатації ведучим неправильної відповіді попереднього гравця. Гравець не має права давати більше однієї відповіді на одне питання — в цьому випадку його відповідь розцінюється як неправильна.
11. На обдумування кожного питання ведучий дає не більше 5 секунд.
12. У той момент, коли гравець повідомляє про своє бажання відповісти, ведучий припиняє читання питання і приймає відповідь. При цьому гравець не має права уточнювати у ведучого формулювання питання, а також затягувати свою відповідь більш ніж на 3 секунди. У разі затягування часу, а також неправильної відповіді, ведучий продовжує читання питання для інших гравців, які теж мають право перервати його.
13. У випадку виникнення спірної ситуації, технічної помилки ведучого, підказок із залу питання може бути знято і замінено іншим.
14. Розподіл місць за результатами гри на всіх стадіях, крім фіналу, здійснюється згідно з наступними показниками (в порядку убування ступеню значущості, кожний наступний показник застосовується тільки у випадку рівності попередніх):
15. # За сумою набраних очок: більш високе місце займає команда, яка набрала більше очок, ніж противники (навіть у тому випадку, якщо всі команди показали «негативний» результат),
16. # За сумою очок, набраних при правильних відповідях.
17. У випадку рівності показників з п. 11 для команд, що оспорюють вихід в наступне коло турніру, а також у фінальній стадії, проводиться додатковий «відкритий бій» з одного раунду, в якому бере участь по одному з гравців від цих команд. Гравцям зачитуються питання додаткової теми номіналом від 10 до 50 очок. Перевагу отримує той, хто набере більшу кількість очок. При рівності очок враховуються додаткові показники відповідно до п. 11.
18. У випадку рівності показників з п. 12 на всіх стадіях, крім фіналу, місця визначаються жеребкуванням. У фінальній грі проводиться ще один додатковий «відкритий бій» — і так до тих пір, поки не визначиться переможець.
19. Правильність відповіді гравців визначається виключно ведучим. Некоректна поведінка по відношенню до ведучого може каратися дискваліфікацією гравця (команди) до кінця бою, а в разі повторення — до кінця турніру.
20. Ведучий має право видаляти із залу гравців і глядачів, що заважають проведенню гри.

Кожен бій обслуговують ведучий і асистент ведучого. У функції ведучого входить зачитування питань у встановленому Регламентом порядку, та визначення правильності чи неправильності відповіді. У функції асистента ведучого входить відлік і контроль часу, визначення послідовності відповідей гравців і заповнення протоколу бою.